# Paul Barth
Paul Barth   (9 de maig de 1921 - Basilea, febrer 1974) va ser un tirador d'esgrima suís, especialista en espasa, guanyador d'una medalla olímpica.
El 1952 va prendre part en els Jocs Olímpics d'Estiu de Hèlsinki, on guanyà la medalla de bronze en la prova d'espasa per equips del programa d'esgrima.